# Игра родом из Англии
«Игра родом из Англии» (англ. The English Game) — британcкий мини-сериал в жанре исторической спортивной драмы, созданный Джулианом Феллоузом для платформы Netflix. Шестисерийный мини-сериал повествует о зарождении английского футбола. Премьера состоялась на платформе Netflix 20 марта 2020 года.

## Сюжет
Действие происходит в Англии в конце 1870-х — начале 1880-х годов, когда зарождался футбол в Англии. Сначала это был спорт для привилегированных слоёв общества, но затем в него стали играть представители рабочего класса. Яркими представителями английского футбола тёх времён с двух разных ступеней социальной лестницы стали Артур Киннэрд и Фергус Сутер.

## Актёрский состав

### Главные роли
- Эдвард Холкрофт — Артур Киннэрд
- Кевин Гатри[англ.] — Фергус Сутер
- Шарлотта Хоуп — Маргарет Альма Киннэрд
- Нив Уолш[англ.] — Марта Алмонд
- Крейг Паркинсон[англ.] — Джеймс Уолш
- Джеймс Харкнесс[англ.] — Джимми Лав[англ.]

### Роли второго плана
- Бен Батт[англ.] — Джон Картрайт
- Джерард Кернс[англ.] — Томми Маршалл
- Генри Ллойд-Хьюз — Альфред Литтлон
- Керри Хейз[англ.] — Дорис Платт
- Джонси Элмор — Тед Стоукс
- Мэри Хиггинс — Ада Хорнби
- Сэм Килли — Смолли
- Гарри Мичелл — Алберт Хорнби[англ.]
- Филип Хилл-Пирсон[англ.] — Том Хиндл

### Эпизодические роли
- Дэниел Ингс — Фрэнсис Мариндин
- Кейт Филлипс — Лора Литтлтон[англ.]
- Келли Прайс — Лидия Картрайт
- Энтони Эндрюс — лорд Киннэрд
- Силвестра ле Тузел[англ.] — леди Киннэрд
- Сэмми Хейман — Дейв Бернс
- Лара Пик[англ.] — Бетси Кроншо
- Джон Аскью — Джек Хантер
- Майкл Нардан[англ.] — Дуглас Сутер
- Эли Фишер[англ.] — Мойра Сутер
- Кейт Дики — Эйлин Сутер

## Эпизоды
| № | Название   | Режиссёр          | Автор сценария                                           | Дата премьеры |
| - | ---------- | ----------------- | -------------------------------------------------------- | ------------- |
| 1 | «Эпизод 1» | Биргитте Стермосе | Джулиан Феллоуз, Тони Чарльз, Оливер Коттон, Бен Ванстон | 20 марта 2020 |
| 2 | «Эпизод 2» | Биргитте Стермосе | Джулиан Феллоуз, Бен Ванстон                             | 20 марта 2020 |
| 3 | «Эпизод 3» | Биргитте Стермосе | Джулиан Феллоуз, Габби Ашер                              | 20 марта 2020 |
| 4 | «Эпизод 4» | Тим Файуэлл       | Джулиан Феллоуз, Сэм Хоар                                | 20 марта 2020 |
| 5 | «Эпизод 5» | Тим Файуэлл       | Джулиан Феллоуз, Джефф Бассетил                          | 20 марта 2020 |
| 6 | «Эпизод 6» | Тим Файуэлл       | Джулиан Феллоуз, Бен Ванстон                             | 20 марта 2020 |

## Отзывы критиков
Рейтинг мини-сериала на сайте Rotten Tomatoes составляет 53 %, на сайте Metacritic — 62 балла из 100.